# Institut für Gemeinwohl
Das Institut für Gemeinwohl in Frankfurt am Main wurde um 1890 von dem Frankfurter Industriellen und Mäzen Wilhelm Merton gegründet und 1896 in eine GmbH umgewandelt. Diese Einrichtung sollte die privaten und kommunalen Initiativen im Bereich des Stiftungs- und Armenwesens zusammenführen und zugleich der wissenschaftlichen Erforschung und Publikation sozialer Probleme der Industriegesellschaft dienen.
Aus diesem Institut und mit dessen Starthilfe gingen wichtige Einrichtungen der gemeinnützigen Fürsorge und Sozialwissenschaft in Deutschland hervor (z. B. die Centrale für private Fürsorge und die Akademie für Sozial- und Handelswissenschaften). Nicht zuletzt gingen von hier Impulse zur Gründung und Ausgestaltung der Universität Frankfurt, der heutigen Johann Wolfgang Goethe-Universität, aus.

## Gründungsgeschichte
Mit der Industrialisierung im Laufe des 19. Jahrhunderts und dem damit verbundenen Anwachsen eines Industrieproletariats verschärfte sich die soziale Ungleichheit. Die Lösung der so genannten Sozialen Frage stellte ein praktisches wie theoretisches Problem und eine Herausforderung für Politik und Wissenschaft dar. In der sozialpolitischen Praxis erwies sich das vorhandene Fürsorgewesen, das aus einer Vielzahl unkoordiniert nebeneinander tätigen kommunalen Einrichtungen und privaten Stiftungen bestand, den neuen Aufgaben gegenüber nur unzureichend gewachsen. So erklären sich die intensiven Bestrebungen zur Vereinheitlichung und Neuorganisation vor allem der Armenfürsorge in der zweiten Hälfte des Jahrhunderts.
In der damals noch Freien Stadt Frankfurt am Main wurden schon vor 1866 große Anstrengungen im sozialen Bereich unternommen. Bereits 1881 erschien eine Denkschrift des damaligen Oberbürgermeisters von Frankfurt, Johannes Miquel, in der die Einrichtung einer zentralen Stelle gefordert wurde, die die kommunalen Fürsorgeeinrichtungen lenken und die privaten Stiftungen zumindest durch Informationspflicht einbinden sollte. Gerade in Frankfurt, wo es an wohlhabenden Bürgern mit Gemeinsinn nicht mangelte, gab es ein reich entfaltetes Stiftungswesen. Die Einsicht in die Notwendigkeit, dass zur Behebung der sozialen Missstände die Frankfurter Fürsorgelandschaft reformiert werden müsse, veranlasste den bekannten Industriellen und Mäzen Wilhelm Merton zur Gründung einer Einrichtung, die private und kommunale Initiativen im Stiftungs- und Armenwesen koordinieren sollte. Ferner sollte das zu gründende Institut wissenschaftliche Forschungsprojekte und Publikationen zum Thema Fürsorge und Sozialpolitik anregen und fördern. Merton verfolgte darüber hinaus langfristig ein pädagogisches Ziel. Durch die Verbindung von wissenschaftlicher Kompetenz und praktischer Berufsqualifizierung sollte die Professionalisierung des Sozialwesens vorangetrieben werden.
Unter seinem Geschäftsführer Andreas Heinrich Voigt, dem späteren ersten Lehrstuhlinhaber für Wirtschafts- und Sozialwissenschaften an der aus dem „Institut für Gemeinwohl“, der „Akademie für Sozial- und Handelswissenschaften“ und anderen Stiftungen hervorgegangenen Universität Frankfurt, entwickelte sich das Institut bald zu einer erfolgreichen Sozialeinrichtung und Forschungsstätte. 1896, im offiziellen Gründungsjahr, war es von Merton mit einem anfänglichen Kapitalstock in Höhe von 500.000 Mark versehen und in eine GmbH umgewandelt worden.

## Arbeit und Wirkungsgeschichte
Das Institut für Gemeinwohl sah seine Aufgabe zunächst vorrangig darin, Materialien und Erfahrungen für eine weitere Erforschung der Armenpflege und Wohltätigkeit zu sammeln. So entstand ein umfangreiches, laufend erweitertes Aktenarchiv über soziale Unterstützungsfälle. Große Aufmerksamkeit galt von Anfang an dem Wohnungswesen. So veranlasste das Institut z. B. eine Enquête über die wirtschaftlichen Verhältnisse von Grund und Boden am Beispiel Berlins. Weitere Untersuchungen galten den Lebensverhältnissen industrieller Arbeiter; Beobachter des Instituts verfolgten z. B. den Verlauf von Arbeiterstreiks und nahmen an Tagungen und Konferenzen teil. Merton selbst verpflichtete die Mitarbeiter des Instituts zur dauernden Beobachtung eines bestimmten Industrie- und Wirtschaftszweigs, vor allem zu engem Kontakt mit den betroffenen Menschen.
Eine weitere wichtige Aufgabe bestand neben eigenen Veröffentlichungen in der Förderung von einschlägigen Publikationsorganen. Eine der ersten Maßnahmen unter der Geschäftsführung Andreas Voigts bestand in der Fusion sozialpolitischer Organe zur Zeitschrift Soziale Praxis, die große Beachtung fand und ein Forum der wissenschaftlich fundierten Sozialpolitik bildete. Ein 1904 in Berlin eingerichtetes Büro für Sozialpolitik übernahm die Redaktion.
Das Institut wirkte in der Regel koordinierend und als Initiator und Förderer neuer sozialer Einrichtungen. Auch wenn diese sich selbständig weiterentwickelten, blieb ihnen das Institut meist personell und durch finanzielle Beteiligung verbunden. Zu diesen Einrichtungen gehörte z. B.  eine "Auskunftstelle für Arbeiterangelegenheiten", aus der sich eine Rechtsauskunftsstelle sowie das "Soziale Museum" entwickelten. Die dort aufgebaute umfangreiche Sammlung einschlägiger Druckschriften und anderer Unterlagen wurden 1928 auf das Institut für Wirtschaftswissenschaften an der Universität Frankfurt übertragen.
Unter Beteiligung zahlreicher Frankfurter Bürger gab das Institut für Gemeinwohl 1899 den Anschub zur Gründung der "Centrale für private Fürsorge", die zunächst als Prüfungsstelle für Unterstützungsangelegenheiten tätig war. Vor allem in der Krisenzeit während und nach dem Ersten Weltkrieg übte das Institut mit den ihm verbundenen Einrichtungen eine wichtige Funktion bei der Bewältigung der sozialen Notstände bei Kriegsopfern, Arbeitslosen sowie Kindern und Jugendlichen aus.
Einige Gründungen des Instituts für Gemeinwohl gingen in bestehenden  Organisationen auf, während andere lange Zeit selbständig weiter existierten. So führten Bemühungen des Instituts im Bereich des Arbeitsschutzes 1908 zur Gründung eines Instituts für Gewerbehygiene, das in der Deutschen Gesellschaft für Arbeitsschutz aufging. Merton und sein Institut waren auch an der Gründung des Kaiser-Wilhelm-Instituts für Arbeitsphysiologie 1913 beteiligt.
Das Bedürfnis, eine an der Praxis orientierte wissenschaftliche Ausbildung für Kaufleute, Ingenieure und höhere Verwaltungsbeamte zu schaffen, führte nach einigen Zwischenetappen 1901 zur Errichtung der Akademie für Sozial- und Handelswissenschaften in Frankfurt am Main, einer Vorstufe zur Universität Frankfurt. Mitarbeiter des Instituts für Gemeinwohl übernahmen an der Akademie Dozentenstellen (so der bisherige Geschäftsführer Andreas Heinrich Voigt; sein Nachfolger als Leiter des Instituts wurde Philipp Stein) und wurden später Professoren der Universität. Die Gründung der Universität Frankfurt wäre ohne die Vorbereitungsarbeit des Instituts für Gemeinwohl und der Akademie für Sozial- und Handelswissenschaften kaum denkbar. Letztlich ist sie dem erfolgreichen Zusammenwirken Wilhelm Mertons mit dem Frankfurter Oberbürgermeister Franz Adickes und der Vermittlung der Mitarbeiter des Instituts und der Akademie zu verdanken.
Wilhelm Merton hatte 1899 im Hinblick auf die Gründung der Akademie 30 % des Kapitals des Instituts auf die Stadt Frankfurt übertragen, um die Unabhängigkeit des Instituts zu sichern. Als er 1916 starb, gingen die restlichen 70 % seines ins Institut investierten Privatkapitals an eine Treuhandgesellschaft über, die er zu diesem Zweck gegründet hatte. Die Inflation der Zwischenkriegszeit reduzierte das Institutskapital, so dass 1924 erneut ein Kapitalstock von 500.000 Reichsmark festgesetzt werden musste.
Die wissenschaftlichen Interessen des Leiters der Centrale für private Fürsorge, Wilhelm Polligkeit, bestimmte von nun an die Tätigkeit des Instituts. Viele Initiativen zur Modernisierung des Wohlfahrtswesens wie z. B. die Einführung der Berufsvormundschaft und der Jugendgerichtshilfe gingen von ihm aus.
In den dreißiger Jahren gerieten das Institut für Gemeinwohl und alle von ihm 
geförderten Einrichtungen zunehmend unter den Druck der Nationalsozialisten und ihrer Gleichschaltungspolitik. Besonders die jüdische Herkunft der Gründerfamilie Merton stellte eine Gefahr für das Weiterbestehen des Instituts dar, das von der Nationalsozialistischen Volkswohlfahrt liquidiert werden sollte.
Die Leitung des Instituts für Gemeinwohl versuchte durch Anpassung seine Existenz 
zu retten. Dennoch musste die Centrale für private Fürsorge 1937 aufgegeben werden. Die Vermögensanteile der Treuhandgesellschaft waren im selben Jahr auf Wilhelm Mertons Sohn Richard Merton übertragen worden, der bis dahin Geschäftsführer des Instituts war. 1938 musste Richard Merton auf Druck der Nationalsozialisten die Institutsleitung und seinen Vorstandsvorsitz bei der Metallgesellschaft aufgeben. Vor seiner erzwungenen Emigration nach England 1938 übertrug Richard Merton seine ihm gehörende Institutsbeteiligung von 70 % seinen Stiefsöhnen, den Prinzen zu Sayn-Wittgenstein. Diese mussten jedoch ihre Anteile auf Anordnung der Nationalsozialisten an die Stadt Frankfurt am Main abtreten. 
Nach der Rückkehr Richard Mertons aus dem Exil wurde dieser Schritt wieder rückgängig gemacht.
Die Wirkungsmöglichkeiten des Instituts für Gemeinwohl waren nach dem Zweiten Weltkrieg begrenzt, da der Kapitalstock durch die Währungsreform auf 150.000 DM reduziert war. Immerhin konnte der Wiederaufbau der Centrale für private Fürsorge und der Deutschen Gesellschaft für Arbeitsschutz mit erheblichen Geldmitteln unterstützt werden. Auch der Ausbau der Universität Frankfurt wurde durch Anschubfinanzierungen von Lehrstühlen vorangetrieben, Stipendien vergeben und Forschungsprojekte gefördert. Laut Stiftervertrag hat das Institut einen Sitz im Großen Rat der Johann Wolfgang Goethe-Universität.
Seit dem Tod Richard Mertons 1960 befinden sich die privaten Kapitalanteile am Institut für Gemeinwohl im Besitz seines Stiefsohns Casimir Johannes Prinz zu Sayn-Wittgenstein-Berleburg.